# Lepanthopsis acetabulum
Lepanthopsis acetabulum är en orkidéart som beskrevs av Carlyle August Luer. Lepanthopsis acetabulum ingår i släktet Lepanthopsis och familjen orkidéer. Inga underarter finns listade i Catalogue of Life.